# 萊恩·康達爾
萊恩·J·康達爾（英語：Ryan J. Condal）是一位美國節目統籌、執行監製和編劇。他知名於在與喬治·R·R·馬丁共同開創的HBO奇幻劇情電視劇《龍族前傳》（2022年－）中擔任節目統籌，該劇是電視劇《冰與火之歌：權力遊戲》（2011-2019年）的前傳劇。

## 早年生活和教育
萊恩·J·康達爾在1979或1980年於美国新泽西州哈斯布魯克高地出生並長大，他在2001年畢業於维拉诺瓦大学取得會計學學士學位。大學畢業後，他住在曼哈顿东城並在製藥業工作了8年，他在工作期間撰寫故事參加比賽以贏得研究生獎學金和助學金。他後來轉移到洛杉磯工作，並在那裡繼續編寫故事。

## 職業生涯
康達爾在生涯初期與卡尔顿·库斯合作為NBC製作漫畫系列《六把槍》的試播集；他負責編寫以及與庫斯擔任試播集的執行監製。該試播集於2013年獲下達綠燈並在美國新墨西哥州開始拍攝，但NBC最終決定不接收該劇。
2014年，他與伊凡·斯皮里奧托普洛斯在電影《宙斯之子：赫拉克勒斯》中共同擔任編劇；他為派拉蒙影業撰寫了最初的劇本，而斯皮里奧托普洛斯則修改劇本。同年，儘管《六把槍》的試播集後來並未成為電視劇，他和卡爾頓·庫斯再次合作計劃共同製作一套新的電視劇。USA電視台隨後為試播集開綠燈。該試播集最終被選中成為由環球內容製作和傳奇電視公司聯合製作的科幻電視劇《殖民地》，並於2016年1月在USA電視台首播。該劇從2016年至2018年間共播出三季，並於2018年7月第三季大結局前宣佈被取消。2016年，他和庫斯在《殖民地》首播之前受聘為新線影業製作的電影《毀滅大作戰》重寫劇本；兩人重寫了萊恩·恩格爾（Ryan Engle）撰寫的初稿，亞當·希特克則編寫最終修訂稿。
2022年，康達爾與《冰與火之歌》的作者喬治·R·R·馬丁共同開創HBO奇幻劇情電視劇《龍族前傳》，該劇是電視劇《冰與火之歌：權力遊戲》的前傳劇。對《冰與火之歌》非常熟悉的康達爾在2005年的一次書展中第一次見到馬丁，他在2013年拍攝《六把槍》試播集時成功與馬丁見面，兩人後來成為朋友。2019年末，HBO宣佈製作該前傳劇，康達爾除了與明格爾·薩普什尼克一起擔任聯合節目統籌外，也與薩普什尼克、馬丁和文斯·杰拉迪斯（Vince Gerardis）一起擔任執行監製。《龍族前傳》於2022年8月首播，薩普什尼克在月底辭去節目統籌一職，康達爾成為該劇唯一的節目統籌。他在第二季繼續擔任唯一節目統籌，該季於2024年6月16日首播。

## 作品列表
| † | 表示尚未發行的作品 |

### 電影
| 年份 | 標題                     | 職位 | 職位 | 職位 | 附註 |
| 年份 | 標題                     | 導演 | 監製 | 編劇 | 附註 |
| ---- | ------------------------ | ---- | ---- | ---- | ---- |
| 2012 | 《複數》 （英語：Plurality）      | 否   | 否   | 是   | 短片 |
| 2014 | 《宙斯之子：赫拉克勒斯》 | 否   | 否   | 劇本 |      |
| 2018 | 《毀滅大作戰》           | 否   | 否   | 劇本 |      |
| 2021 | 《隱谷地》 （英語：Hidden Valley Place）    | 否   | 協同 | 否   | 短片 |

### 電視
| 年份 | 標題         | 季     | 職位   | 職位 | 職位     | 職位 | 附註         |
| 年份 | 標題         | 季     | 開創者 | 導演 | 監製     | 編劇 | 附註         |
| ---- | ------------ | ------ | ------ | ---- | -------- | ---- | ------------ |
| 2013 | 《六把槍》   | 不適用 | 是     | 否   | 執行     | 是   | 試播集       |
| 2016 | 《殖民地》   | 1      | 是     | 否   | 節目統籌 | 是   | 兼任執行監製 |
| 2017 | 《殖民地》   | 2      | 是     | 否   | 節目統籌 | 是   | 兼任執行監製 |
| 2018 | 《殖民地》   | 3      | 是     | 否   | 節目統籌 | 是   | 兼任執行監製 |
| 2022 | 《龍族前傳》 | 1      | 是     | 否   | 節目統籌 | 是   | 兼任執行監製 |
| 2024 | 《龍族前傳》 | 2      | 是     | 否   | 節目統籌 | 是   | 兼任執行監製 |

## 獲獎和提名
| 年份 | 獎項           | 類別           | 提名作品           | 結果 | 來源   |
| ---- | -------------- | -------------- | ------------------ | ---- | ------ |
| 2023 | 黃金時段艾美獎 | 最佳劇情類影集 | 《龍族前傳》第一季 | 提名 | [ 18 ] |

## 外部連結
- 萊恩·康達爾在互联网电影资料库（IMDb）上的資料（英文）